# Piliscsév
Piliscsév is een plaats (község) en gemeente in het Hongaarse comitaat Komárom-Esztergom. Piliscsév telt 2357 inwoners (2001).